# 420 (vela)
El 420 és una classe internacional d'embarcació de vela dissenyada per Christian Maury en 1960. Està aparellat amb aparell Marconi més un spinakker per als vents llargs i de popa.

## Característiques
Deu el seu nom a les mesures de la seva eslora: 4 metres i vint centímetres. Té unes formes arrodonides i planes que asseguren uns bons planatges i alts rendiments amb vents de popa.En tenir trapezi i spinakker s'aconsegueixen unes bones prestacions. Encara que no és un vaixell d'iniciació, no requereix un nivell avançat per al seu maneig, per la qual cosa resulta ser un bon vaixell de desenvolupament de l'aprenentatge per regatistes de nivell intermedi, i el millor pas per després navegar en la classe 470, el seu "germà gran". La classe està implantada a nivell internacional, amb més de 56.000 unitats a tot el món.

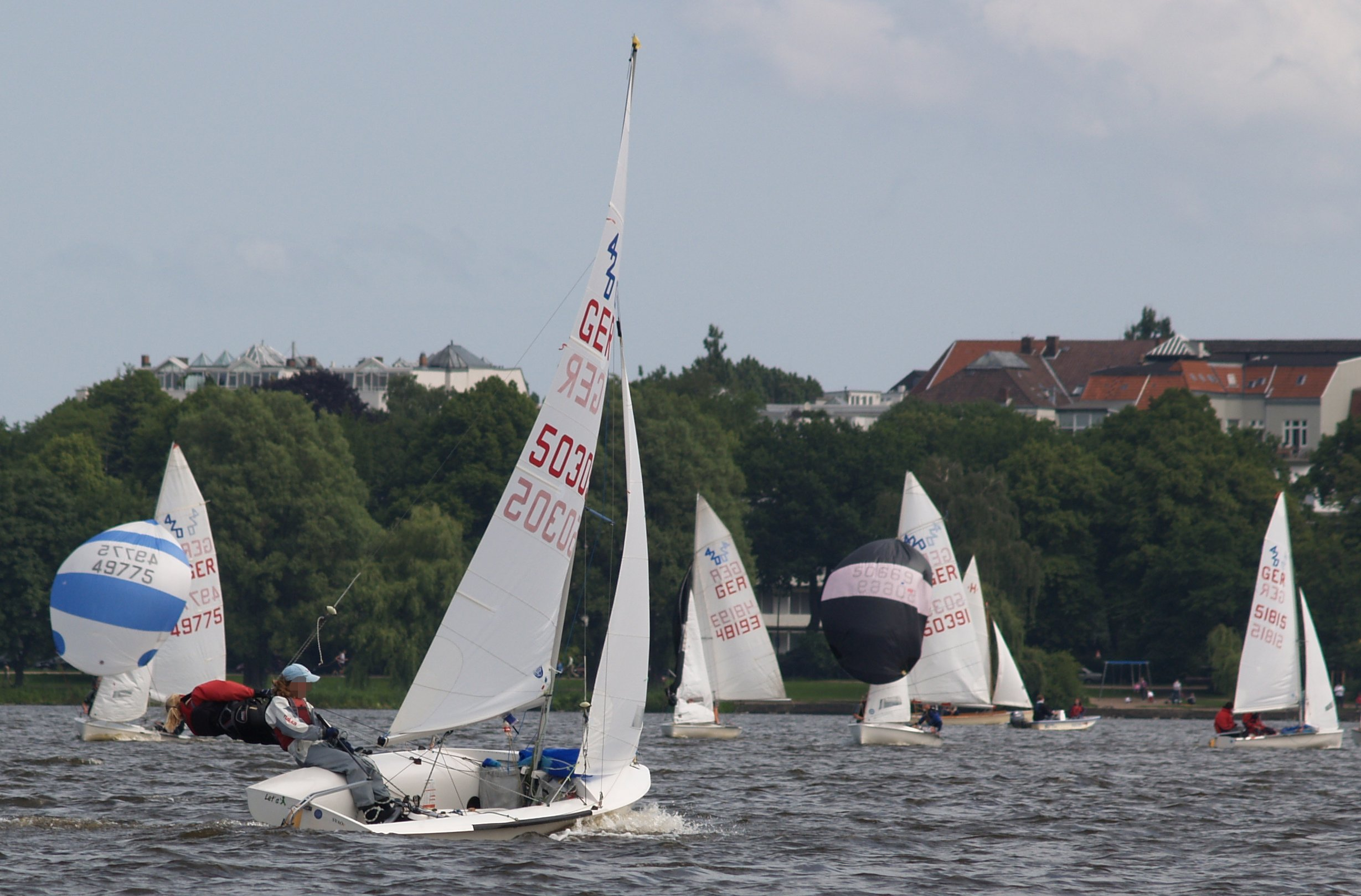
Regata de 420s.

## Història
L'International 420 va ser dissenyat per Christian Maury, després d'una especificació elaborada per Aristide Lehoerrff i Pierre Latxague, els principals instructors de vela de l'escola de vela Centreport sud-oest de França, propera a St Jean de Luz. Va ser construït al principi per l'industrial francès Lucien Lanaverre, una antiga cooperadora per a la indústria vinícola de Bordeus, que s'havia convertit en la llavors nova indústria del modelat de polièster GRP.
A la dècada de 1960 com a objectiu general de baix cost, dues veles, llanxes laterals, sense trapecis, amb un modest pla vèlic fàcilment manejable. La classe es va desenvolupar ràpidament a França, va ser adoptada a nivell nacional per a entrenar als juvenils per a la classe olímpica internacional més gran el  470 que va ser dissenyat per André Cornu. Al final de la dècada de 1960, la classe va ser adoptada per uns quants clubs de vela universitària del Regne Unit per a entrenaments i carreres d'equips.